# Patrick Melton
Patrick Melton (Champaign, 18 giugno 1975) è uno sceneggiatore statunitense.